# Gennaro Borrelli
Gennaro Borrelli (Napoli, 19 settembre 1921 – Napoli, 17 settembre 2019) è stato un pittore, scrittore e scenografo italiano.

## Biografia

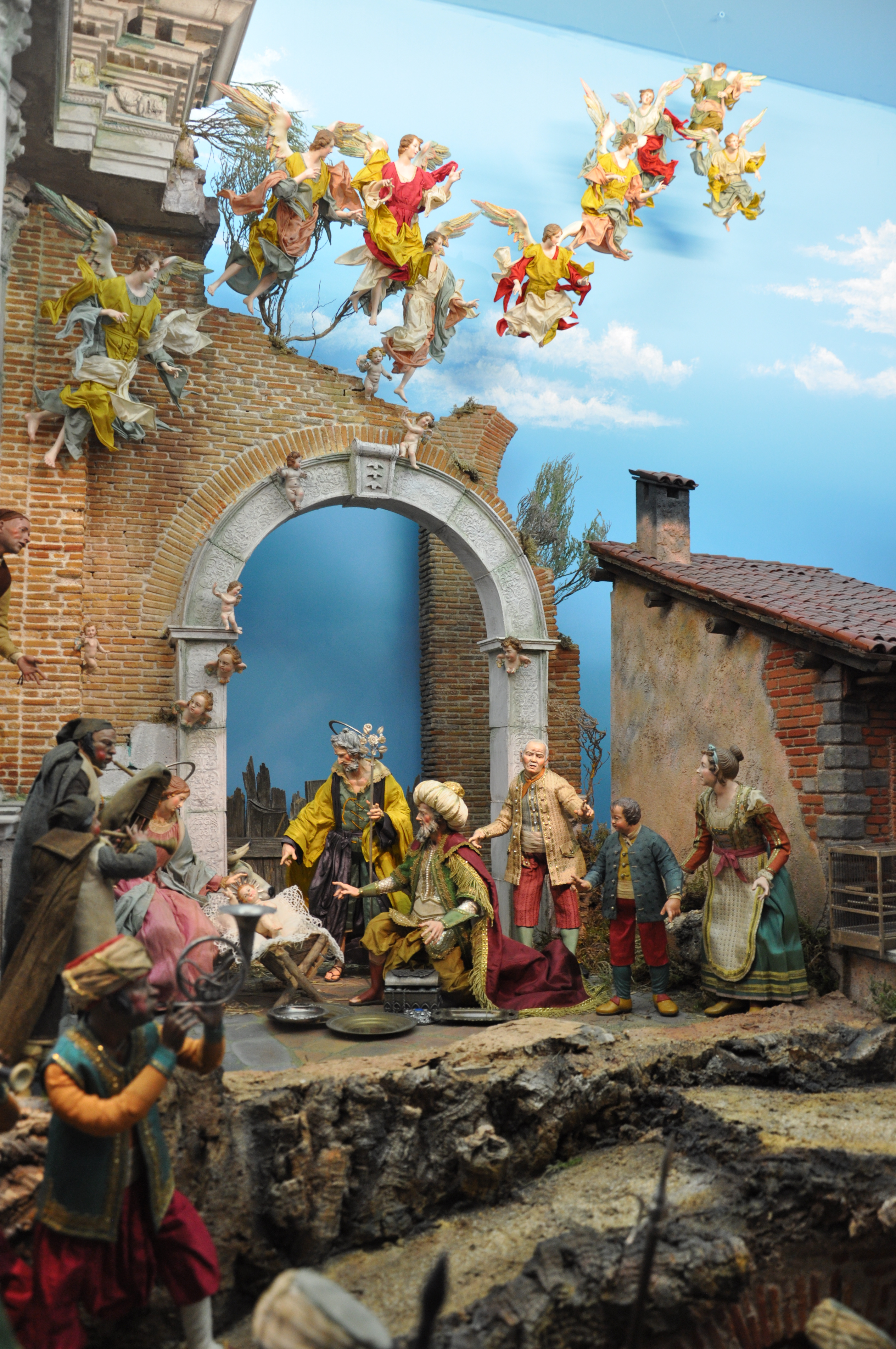
Krippenmuseum (Oberstadion), Presepe napoletano

Gennaro Borrelli iniziò la sua attività artistica come pittore. Si occupava anche di scenografia sperimentale e nel 1950 realizzò le luci e la scenografia per la  Mostra della Scultura nel Presepe, organizzata da Bruno Molajoli. 
Dal 1946 nella  galleria napoletana "Blu di Prussia", a palazzo Mannajuolo, s'incontrava un gruppo di artisti e di scrittori, tra cui Pietro Guida, Renato Barisani, Gennaro Borrelli, Raffaello Causa, Renato De Fusco, Anna Maria Ortese, Armando De Stefano e Guido Tatafiore che idearono il Gruppo Sud che aveva come scopo un rinnovamento culturale a Napoli. L'idea era di favorire una eterogeneità di tendenze artistiche, in sintonia con la locale rivista culturale Prunas.
Sul comune tema "La casa napoletana ed il suo arredamento", Gennaro Borrelli organizzò una serie di mostre, in particolare la 1ª Mostra storica della Maiolica napoletana dal secolo XIV al XX.
Nel 1961 Borrelli diventò il fulcro della organizzazione della innovativa Mostra dei Motivi presepiali, in occasione della quale fu presentato anche il gruppo ligneo esistente nella chiesa di Santa Maria in Portico e restaurato grazie al suo intervento. Pubblicò monografie sulle arti minori napoletane, collaborò a riviste specializzate di settore e scrisse articoli di critica d'arte, presentando anche giovani artisti napoletani.
Nel 1969 diventò membro dell'Instituto de estudios del Sur de España, di Barcellona, e nel 1970 della Real Academia de Bellas Artes de San Telmo, a Malaga.

## Opere

### Documentari
Napoli, stagione dell'anima era il titolo di una serie di dieci documentari, scritti e diretti da Paolo Jorio e messi in onda su Rai 3 nel 1989 e in replica su Rai 2. Il testo era tratto dall'omonimo libro di Gennaro Borrelli.
I Borghi di Napoli, così era intitolata una serie di documentari, girati su un particolare itinerario, al fine di scoprire angoli nascosti, sapori, odori di Napoli, attraverso la ricostruzione della sua storia: l'idea nacque dal libro omonimo di Gennaro Borrelli, che vi aveva espresso la sua conoscenza della cultura partenopea.

### Scritti d'arte
- Gennaro Borrelli, Sanmartino scultore per il presepe napoletano, Napoli, F. Fiorentino, 1966, SBN SBL0285328.
- Gennaro Borrelli, Il presepe napoletano, Roma, T. Pironti, 1970, SBN SBL0352829.
- Gennaro Borrelli, Antiche testimonianze dell'arte ceramica a Napoli, Gallipoli, s.e., 1972, SBN RAV1241782.
- Gennaro Borrelli, Il bozzetto del Sanmartino per il Cristo velato della Cappella Sansevero, in Napoli Nobilissima, rivista di arti figurative archeologia e urbanistica, XIII, n. 5, Napoli, Altre Tipografica, settembre 1974,  pp. 185-189, SBN CFI0327160.
- Gennaro Borrelli, Napoli stagione dell'anima, Napoli, Fiorentino, 1976, SBN SBL0594235. Presentazione di Domenico Rea.

 Gennaro Borrelli, Di un'inedita veduta di Taranto in un dipinto di Leonardo Coccorante, in Studi di storia pugliese in onore di Giuseppe Chiarelli, vol. 5, Galatina, Congedo, 1980,  pp. 161-171, SBN TO00016472.
- Gennaro Borrelli, Il Santuario di Santa Maria della Stella, Napoli, Arte tipografica, 1984, SBN CFI0110966.
- Gennaro Borrelli, Inediti e rivalutazioni della ceramica Del Vecchio, in Napoli nobilissima: rivista di arti figurative, archeologia e urbanistica, XXIV, n. 1-2, Napoli, Arte tipografica, 1985.
- Giuseppe Macedonio ceramista e scultore, in Napoli Nobilissima, rivista di arti figurative, archeologiche e urbanistica, XXV, Napoli, Arte tipografica, 1986,  pp. 137-141.
- Gennaro Borrelli, La nostra via della seta attraversa l'oceano: la borghesia napoletana della seconda metà del Seicento e la sua influenza sull'evoluzione del gusto da Barocco a Rococò: parte quarta, in Ricerche sul 600 napoletano: saggi e documenti per la Storia dell'Arte, Milano, L&T, 1989, SBN NAP0301570.
- Gennaro Borrelli, Scenografie e scene del presepe napoletano, Napoli, T. Pironti, 1991, SBN BVE0039575.
- Gennaro Borrelli, L'intaglio ligneo napoletano dal barocco al rococò, in Napoli nobilissima: rivista di arti figurative, archeologia e urbanistica, XXVIII, n. 1-2, Napoli, Arte tipografica, gennaio-aprile 1991,  pp. 10-30.
- Gennaro Borrelli, La Napoli del Viceregno austriaco in tre quadri di Nicola Maria Rossi, Napoli, Arte tipografica, 1994, SBN BVE0053334.
- Gennaro Borrelli, Notai napoletani tra Seicento e Settecento, Napoli, Arte tipografica, 1995, SBN MIL0292015.
- Gennaro Borrelli, Un capolavoro annunciato, Napoli, Arte tipografica, 1996, SBN CFI0334562. Su Domenico Gargiulo. Foto di Luciano Pedicini.
- Gennaro Borrelli, Cultura e società aristocratica a Napoli in età tardobarocca, in La Nuova Antologia: rivista di lettere, scienze ed arti, vol. 587, n. 2219, Firenze, luglio-settembre 2001,  pp. 290-316, SBN RAV0027419.
- Gennaro Borrelli, Personaggi e scenografie del Presepe Napoletano - T. Pironti anno 2002, ISBN 8879372866Presepe di fine 700 con scenografia arricchita da numerose valve di madreperla, lesene in lapislazzulo e da molti rametti di corallo.

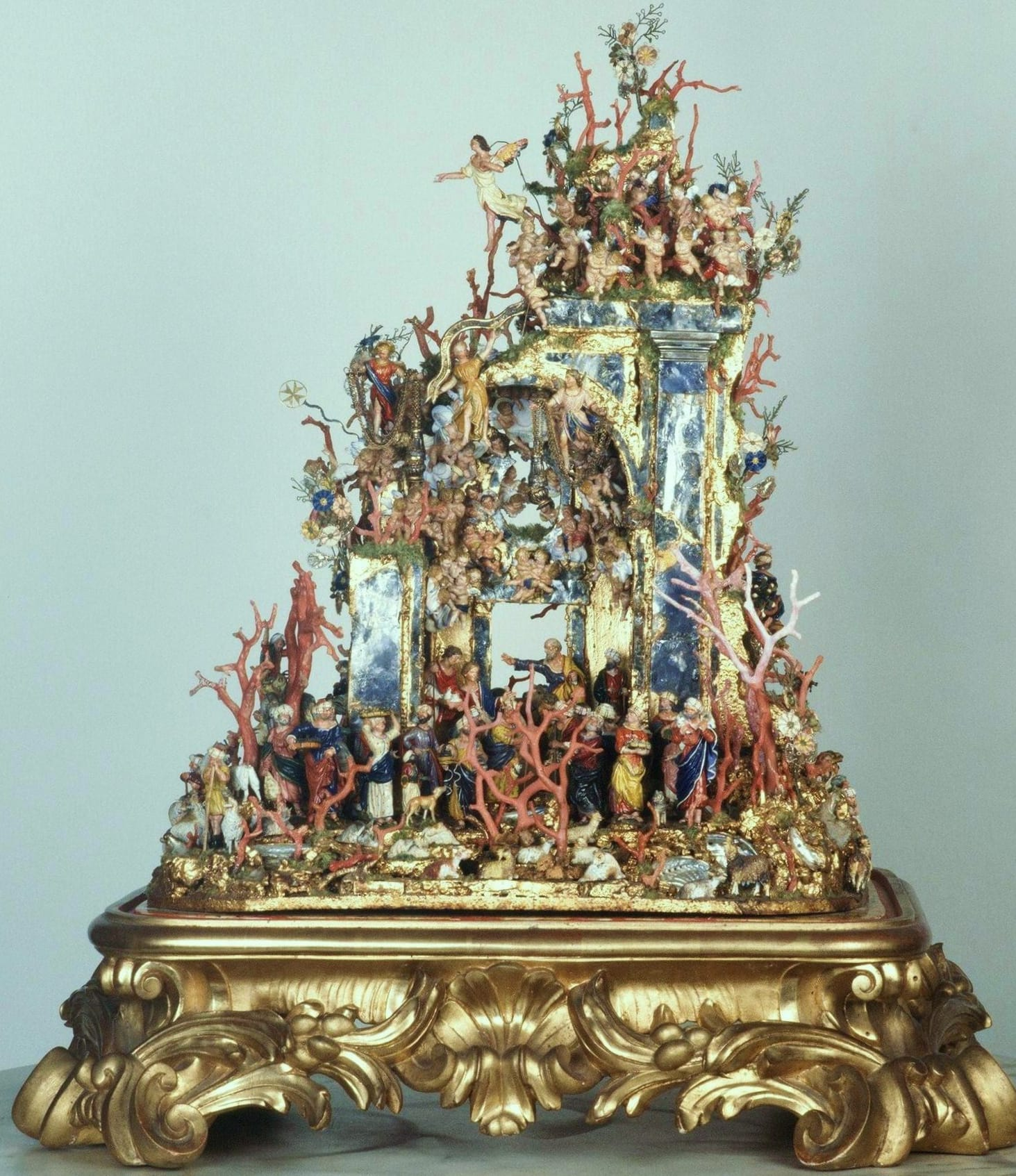
Presepe di fine 700 con scenografia arricchita da numerose valve di madreperla, lesene in lapislazzulo e da molti rametti di corallo.

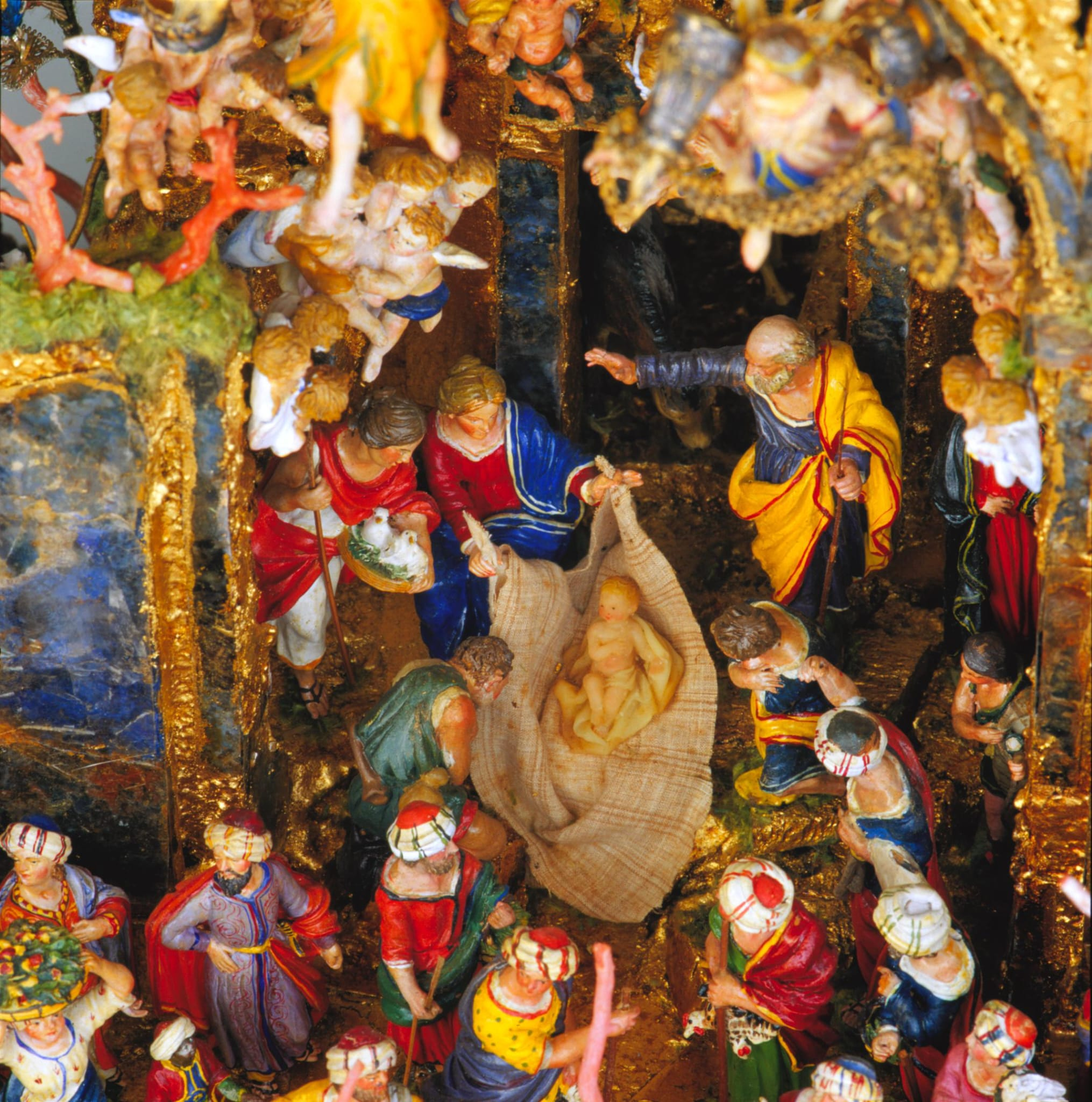
Natività - Presepe Napoletano

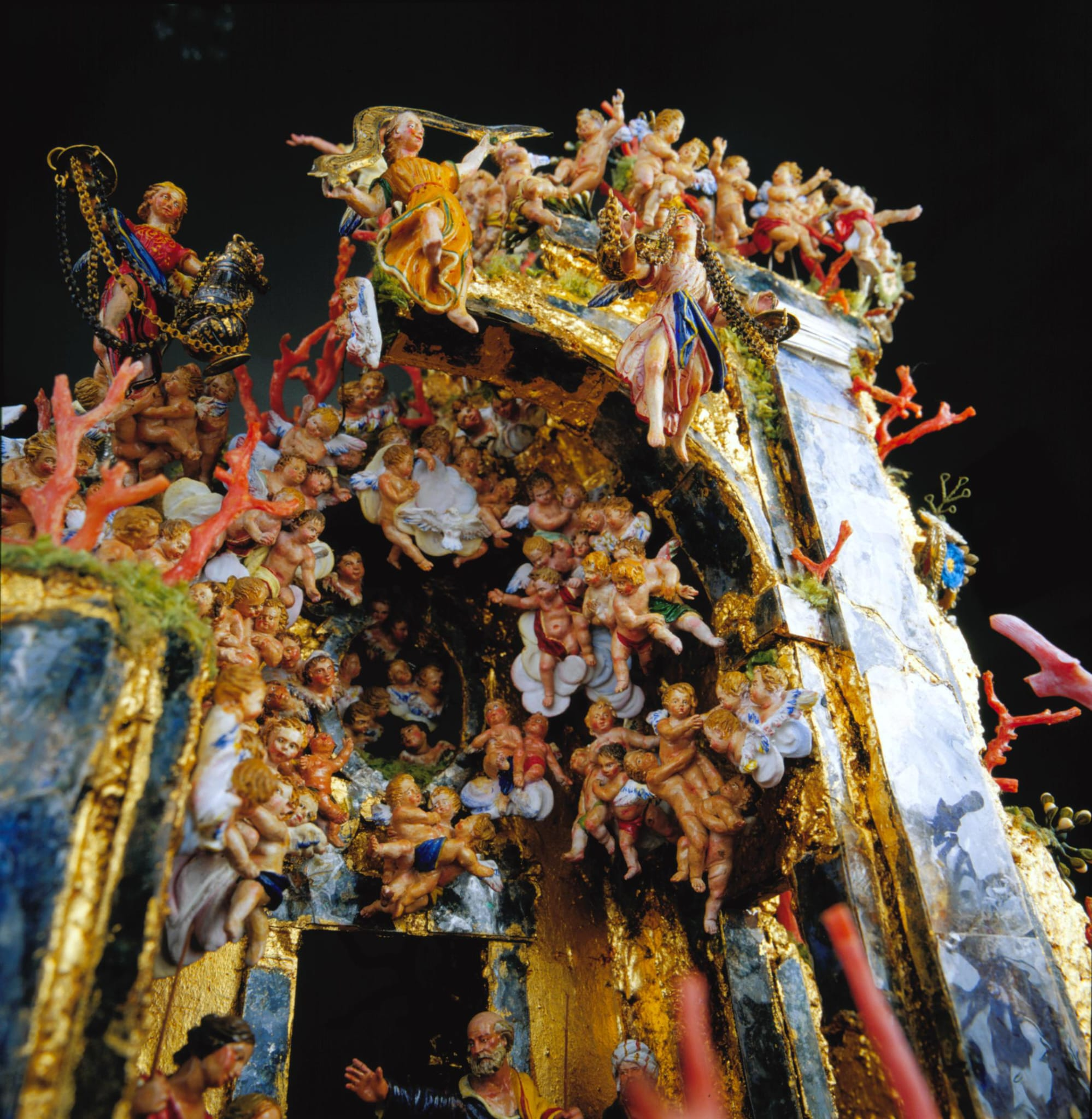
Putti in volo "Senza confronti è l'ardita e singolarissima composizione dei putti in gloria intorno alla colomba dello Spirito Santo, esempio unico per la complessità della resa miniaturista, che indica la presenza di un vero scultore."

- Gennaro Borrelli, Sanmartino. Gli anni settanta: scultore per il presepe napoletano, Milano, Skira, 2005, SBN LUA0239824.